# Tioply Stan (métro de Moscou)
Tioply Stan (en russe : Тёплый Стан et en anglais : Tyoply Stan) est une station de la ligne Kaloujsko-Rijskaïa (ligne 6 orange) du métro de Moscou, située sur le territoire du raïon Konkovo dans le district administratif sud-ouest de Moscou.

## Situation sur le réseau
Établie en souterrain, à 8 mètres sous le niveau du sol, la station Tioply Stan est située au point 186+40 de la ligne Kaloujsko-Rijskaïa (ligne 6 orange), entre les stations Konkovo (en direction de Medvedkovo), et Iassenevo (en direction de Novoïassenevskaïa).